# Standard Luik in het seizoen 1981/82
Een overzicht van Standard Luik in het seizoen 1981/82.

## Gebeurtenissen
Voor het seizoen 1981/82 riep Roger Petit, die als secretaris-generaal de sterke man van de club was, de hulp in van de Brusselse trainer Raymond Goethals. Goethals, die als coach een verleden bij Standards rivaal RSC Anderlecht had, mocht in de zomer van 1980 twee Anderlechtspelers verwelkomen op Sclessin: de Nederlanders Johnny Dusbaba en Arie Haan. Michel Renquin maakte de omgekeerde beweging. Verder trok de club ook Walter Meeuws van Club Brugge en Benny Wendt van FC Kaiserslautern aan. Verder zag de club met Ásgeir Sigurvinsson, Ralf Edström en Willy Wellens drie aanvallende spelers vertrekken.
Het vernieuwde Standard, dat voor het eerst de supercup won, begon uitstekend aan de competitie en streed een heel seizoen mee om de landstitel. Op de laatste speeldag van de competitie moesten de Rouches het opnemen tegen THOR Waterschei. De Luikenaars hadden de leidersplaats in handen, maar konden in extremis nog voorbijgestoken worden door Anderlecht. Uiteindelijk won het elftal van Goethals met 3-1 van de Limburgers, waardoor Standard voor het eerst sinds 1971 kampioen werd.
Twee jaar later zou tijdens de Bellemansaffaire aan het licht komen dat Standard de spelers van Waterschei had omgekocht. Onder impuls van Goethals hadden de spelers van Standard hun winstpremie afgestaan aan de tegenstander. Goethals en verscheidene spelers werden voor een lange tijd geschorst door de Koninklijke Belgische Voetbalbond (KBVB). Tijdens het onderzoek kwam ook de zwarte boekhouding van de club aan het licht, wat het einde betekende van secretaris-generaal Petit bij Standard.
Door de makkelijke zege tegen Waterschei kon Standard niet veel later ook uitgerust aan de finale van de Europacup II beginnen. De wedstrijd vond plaats in Camp Nou, het stadion van tegenstander FC Barcelona. Standard verloor het duel met 2-1 en greep zo net naast zijn eerste Europese trofee.
In de beker raakte Standard in het seizoen 1981/82 niet verder dan de 1/16 finale, waarin het werd uitgeschakeld door tweedeklasser KRC Harelbeke.

## Selectie
| Keepers             |                |            |                               |
| Michel Preud'homme  | België         | 24-01-1959 | /                             |
| Gilbert Bodart      | België         | 12-09-1962 | /                             |
| Verdedigers         |                |            |                               |
| Michel Collard      | België         | 05-09-1963 | /                             |
| Etienne Delangre    | België         | 12-02-1963 | /                             |
| Johnny Dusbaba      | Nederland      | 14-03-1956 | RSC Anderlecht (1977–1981)    |
| Anthony Englebert   | België         | 18-12-1961 | /                             |
| Eric Gerets         | België         | 18-05-1954 | /                             |
| Walter Meeuws       | België         | 11-07-1951 | Club Brugge (1978–1981)       |
| Erhan Önal          | Turkije        | 03-09-1957 | Bayern München (1976–1978)    |
| Gerard Plessers     | België         | 30-03-1959 | /                             |
| Theo Poel           | België         | 24-04-1951 | Beringen FC (1969–1975)       |
| Middenvelders       |                |            |                               |
| René Botteron       | Zwitserland    | 17-10-1954 | FC Köln (1980–1982)           |
| Jos Daerden         | België         | 26-11-1954 | KSK Tongeren (1972–1980)      |
| Pascal Delbrouck    | België         | 09-01-1962 | /                             |
| Helmut Graf         | West-Duitsland | 11-12-1946 | La Louvière (1975–1976)       |
| Arie Haan           | Nederland      | 16-11-1948 | RSC Anderlecht (1975–1981)    |
| Michel Lambert      | België         | 01-08-1961 | /                             |
| Roberto Sciascia    | Italië         | 23-02-1960 | /                             |
| Guy Vandersmissen   | België         | 25-12-1957 | /                             |
| Aanvallers          |                |            |                               |
| Jean-Michel Lecloux | België         | 29-04-1958 | Club Luik (1976–1981)         |
| Simon Tahamata      | Nederland      | 26-05-1956 | Ajax (1976–1980)              |
| Eddy Voordeckers    | België         | 04-02-1960 | KFC Diest (1975–1979)         |
| Benny Wendt         | Zweden         | 04-11-1950 | FC Kaiserslautern (1977–1981) |

 = Aanvoerder

### Technische staf
|                 |                         |               |
| Functie         | Naam                    | Nationaliteit |
| Coach           | Raymond Goethals (foto) | België        |
| Assistent-coach | Léon Semmeling          | België        |
| Kiné            | Jean Bourguignont       | België        |

## Bestuur
| Functie             | Naam            | Nationaliteit |
| ------------------- | --------------- | ------------- |
| Voorzitter          | Charles Huriaux | België        |
| Secretaris-generaal | Roger Petit     | België        |

## Resultaten
Een overzicht van de competities waaraan Standard in het seizoen 1981-1982 deelnam.
| Seizoen 1981/82  | Seizoen 1981/82 | Seizoen 1981/82                   |
| Competitie       | Resultaat       | Uitgeschakeld door / Tegenstander |
| ---------------- | --------------- | --------------------------------- |
| Eerste Klasse    | Kampioen        |                                   |
| Beker van België | 1/16 finale     | KRC Harelbeke (II)                |
| Supercup         | Winnaar         | RSC Anderlecht                    |
| Europacup II     | Finalist        | FC Barcelona                      |

## Uitrustingen
Shirtsponsor(s): Maes Pils

Sportmerk: Le Coq Sportif
| Thuis | Uit | Doelman |  |

## Transfers

### Zomer
| Naam                 | Nationaliteit | Van / Naar        | Type     |
| -------------------- | ------------- | ----------------- | -------- |
| Inkomend             |               |                   |          |
| Johnny Dusbaba       | Nederland     | RSC Anderlecht    | Gekocht  |
| Arie Haan            | Nederland     | RSC Anderlecht    | Gekocht  |
| Jean-Michel Lecloux  | België        | Club Luik         | Gekocht  |
| Walter Meeuws        | België        | Club Brugge       | Gekocht  |
| Benny Wendt          | Zweden        | FC Kaiserslautern | Gekocht  |
| Uitgaand             |               |                   |          |
| Claude Dardenne      | België        | KSK Tongeren      | Verkocht |
| Ralf Edström         | Zweden        | AS Monaco         | Verkocht |
| Luís Norton de Matos | Portugal      | Portimonense      | Verkocht |
| Michel Renquin       | België        | RSC Anderlecht    | Verkocht |
| Ásgeir Sigurvinsson  | IJsland       | Bayern München    | Verkocht |
| Willy Wellens        | België        | Club Brugge       | Verkocht |
| Marco Bonomi         | België        | FC Assent         | Verkocht |

### Winter
| Naam          | Nationaliteit | Van / Naar | Type |
| ------------- | ------------- | ---------- | ---- |
| Inkomend      |               |            |      |
| René Botteron | Zwitserland   | FC Köln    | Huur |
| Uitgaand      |               |            |      |
| Erhan Önal    | Turkije       | Fenerbahçe | Huur |

## Eerste klasse

### Klassement
|         |    |                            | P  | W  | G  | V  | +  | -  | DS  | Ptn |
| ------- | -- | -------------------------- | -- | -- | -- | -- | -- | -- | --- | --- |
| K       | 1  | Standard Luik              | 34 | 19 | 10 | 5  | 59 | 28 | 31  | 48  |
| (UEFA)  | 2  | RSC Anderlechtois          | 34 | 19 | 8  | 7  | 56 | 31 | 25  | 46  |
| (UEFA)  | 3  | AA Gent                    | 34 | 16 | 13 | 5  | 38 | 20 | 18  | 45  |
| (UEFA)  | 4  | KSC Lokeren                | 34 | 17 | 10 | 7  | 56 | 32 | 24  | 44  |
|         | 5  | Antwerp FC                 | 34 | 17 | 9  | 8  | 45 | 23 | 22  | 43  |
|         | 6  | KV Kortrijk                | 34 | 14 | 10 | 10 | 39 | 35 | 4   | 38  |
|         | 7  | KSK Beveren                | 34 | 14 | 9  | 11 | 45 | 33 | 12  | 37  |
|         | 8  | K. Lierse SV               | 34 | 14 | 8  | 12 | 49 | 51 | −2  | 36  |
| (beker) | 9  | K. Waterschei SV Thor Genk | 34 | 11 | 8  | 15 | 44 | 55 | −11 | 30  |
|         | 10 | KSK Tongeren               | 34 | 11 | 8  | 15 | 40 | 54 | −14 | 30  |
|         | 11 | RWD Molenbeek              | 34 | 11 | 7  | 16 | 41 | 49 | −8  | 29  |
|         | 12 | KSV Waregem                | 34 | 10 | 9  | 15 | 30 | 34 | −4  | 29  |
|         | 13 | KFC Winterslag             | 34 | 10 | 9  | 15 | 24 | 49 | −25 | 29  |
|         | 14 | KSV Cercle Brugge          | 34 | 10 | 8  | 16 | 57 | 61 | −4  | 28  |
|         | 15 | Club Brugge KV             | 34 | 10 | 8  | 16 | 46 | 46 | 0   | 28  |
|         | 16 | RFC Liégeois               | 34 | 10 | 8  | 16 | 36 | 50 | −14 | 28  |
| D       | 17 | K. Beringen FC             | 34 | 9  | 9  | 16 | 33 | 50 | −17 | 27  |
| D       | 18 | KV Mechelen                | 34 | 6  | 5  | 23 | 28 | 65 | −37 | 17  |

P: wedstrijden gespeeld, W: wedstrijden gewonnen, G: gelijke spelen, V: wedstrijden verloren, +: gescoorde doelpunten, -: doelpunten tegen, DS: doelsaldo, Ptn: totaal punten
K: kampioen, D: degradeert, (beker): bekerwinnaar, (UEFA): geplaatst voor UEFA-beker

## Afbeeldingen

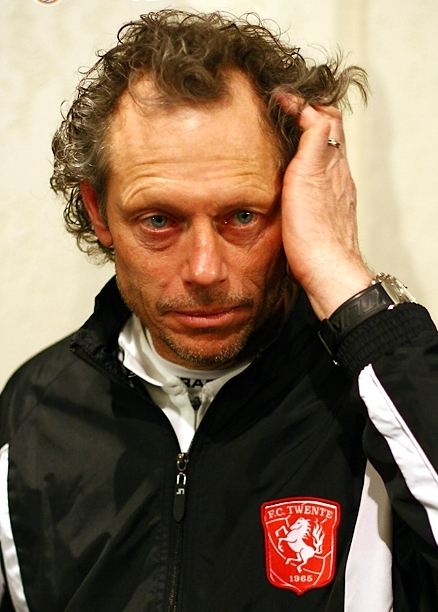
Michel Preud'homme (doelman)
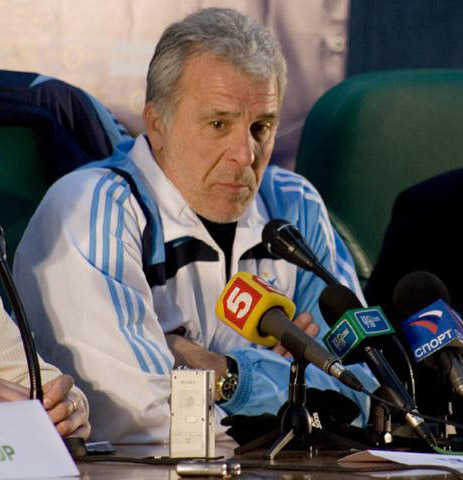
Eric Gerets (verdediger)
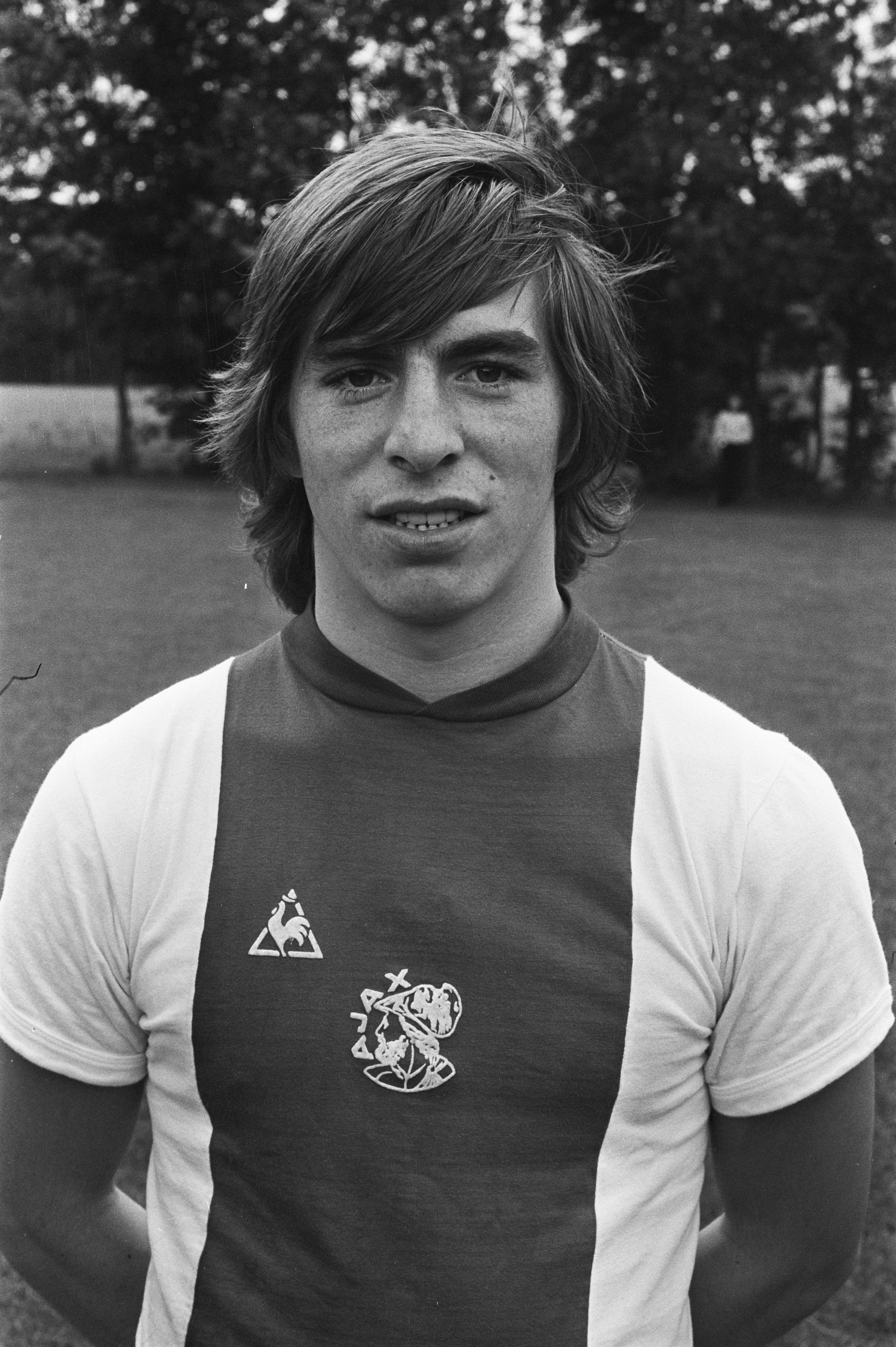
Johnny Dusbaba (verdediger)
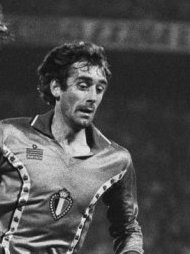
Walter Meeuws (verdediger)
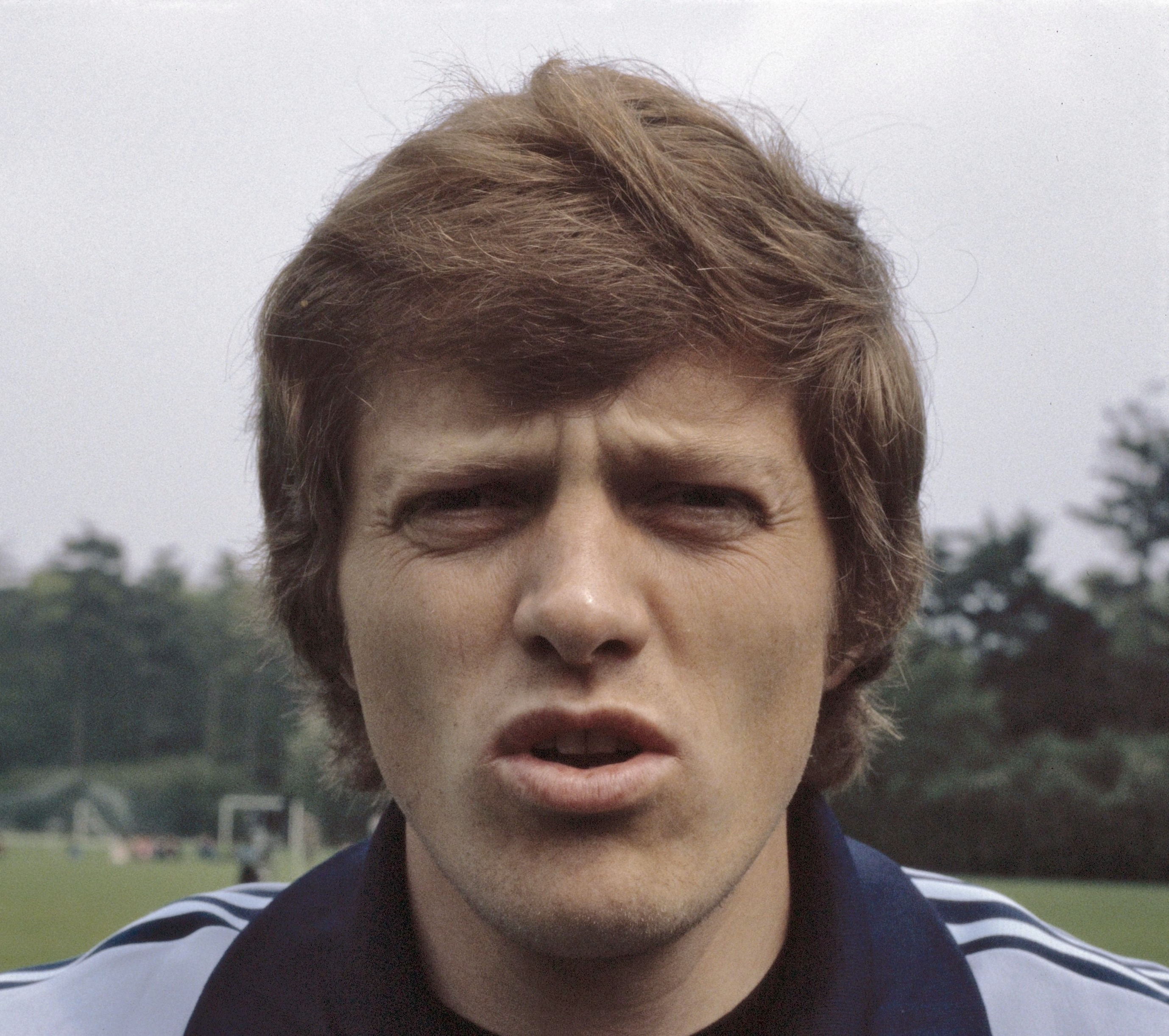
Arie Haan (middenvelder)
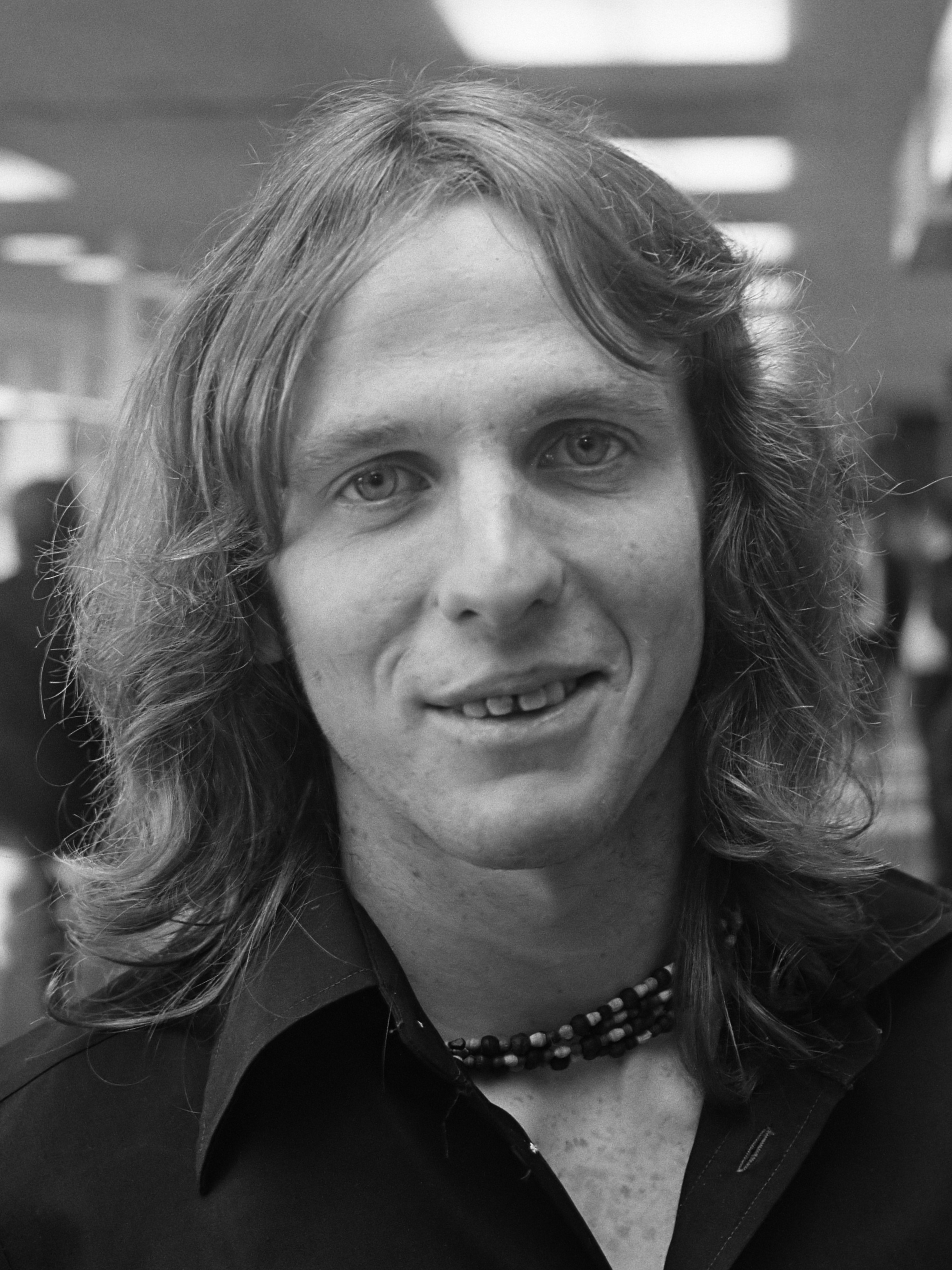
René Botteron (middenvelder)
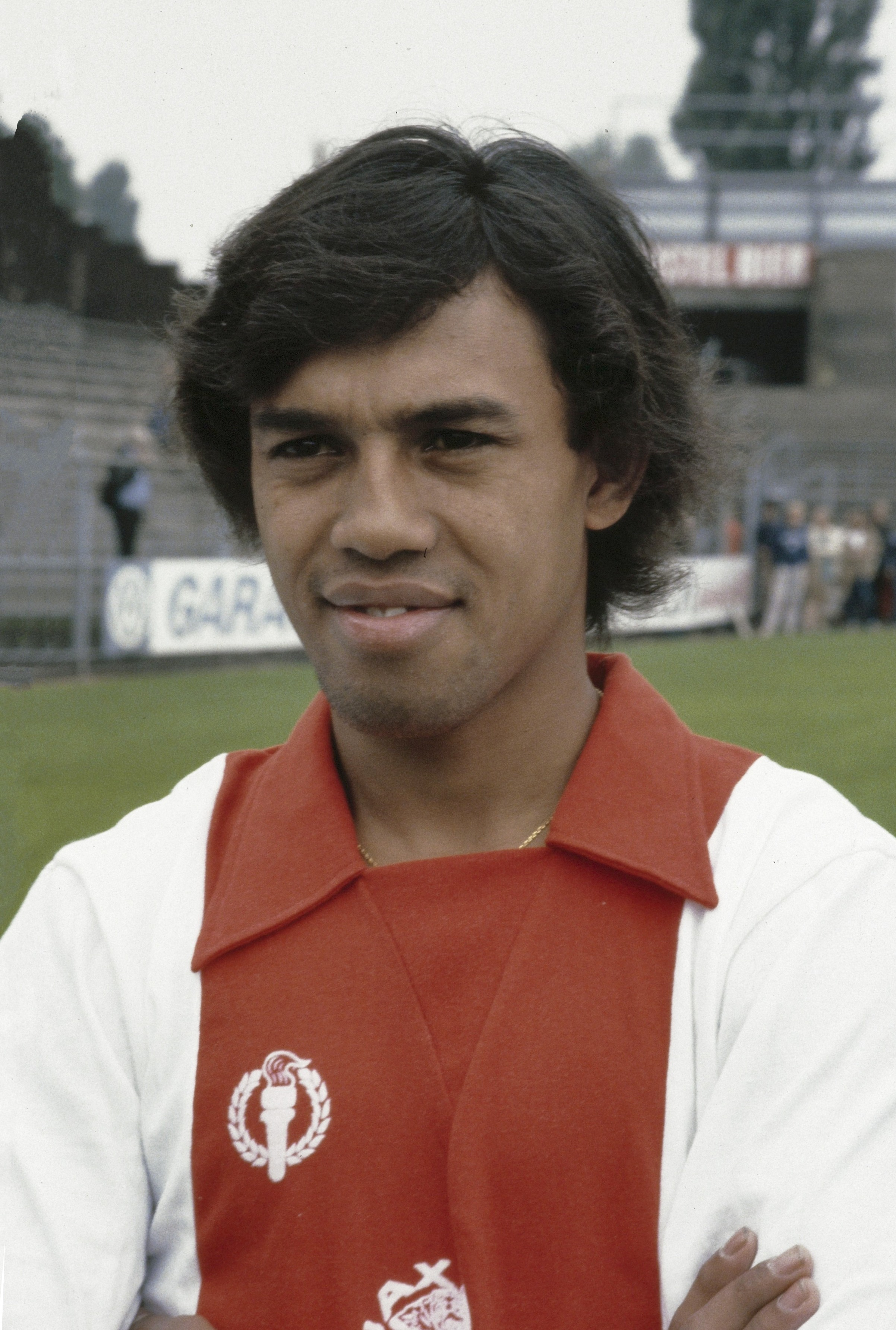
Simon Tahamata (aanvaller)
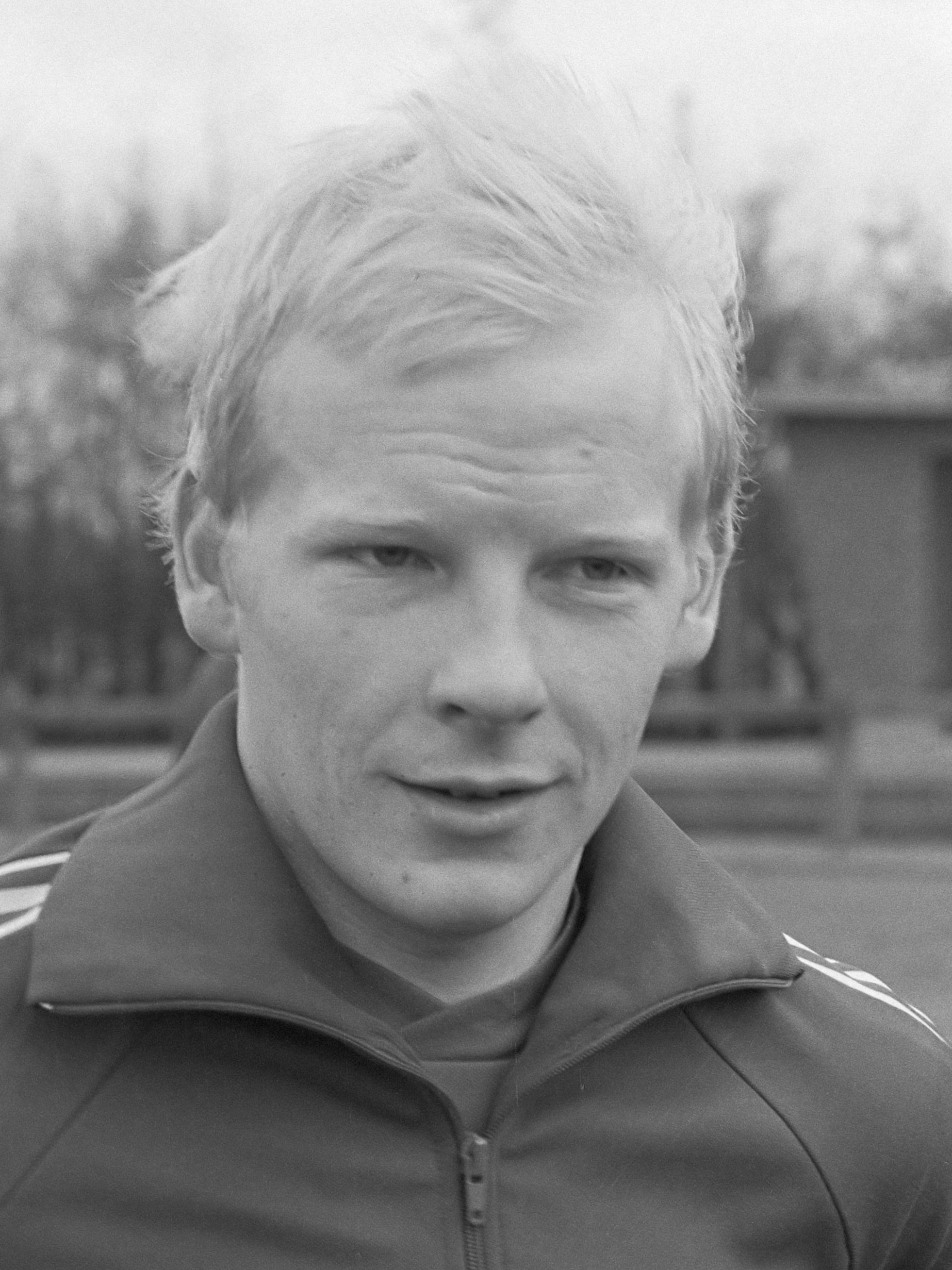
Eddy Voordeckers (aanvaller)